# NGC 4759
NGC 4759 ist eine optische Doppelgalaxie im Sternbild Jungfrau. Die Objekte werden im Katalog unter NGC 4759A und NGC 4759B geführt und sind helle, linsenförmige Galaxien vom Hubble-Typ S0. NGC 4759A ist etwa 154 Millionen Lichtjahre von der Milchstraße entfernt, wohingegen NGC 4759B 185 Millionen Lichtjahre entfernt ist.
Sie wurde am 25. März 1786 bei ihrer Entdeckung von Wilhelm Herschel irrtümlich für ein Objekt gehalten, mit „F, S“ beschrieben und erlangte so einen Eintrag in den Katalog. Erst John Herschel konnte sie bei seiner Beobachtung am 5. Mai 1836 in die beiden Einzelobjekte auflösen, die heute unter NGC 4776 und NGC 4778 geführt werden.